# Самуил (община)
Самуил (болг. Община Самуил) — община в Болгарии. Входит в состав Разградской области. Население составляет 12 115 человек (на 21.07.05 г.).

## Состав общины
В состав общины входят следующие населённые пункты:
1. Богданци
2. Богомилци
3. Владимировци
4. Голям-Извор
5. Голяма-Вода
6. Желязковец
7. Здравец
8. Кара-Михал
9. Кривица
10. Ножарово
11. Пчелина
12. Самуил
13. Хума
14. Хырсово